# Mistrzostwa Świata U-20 w Rugby Union Mężczyzn 2019
Mistrzostwa Świata U-20 w Rugby Union Mężczyzn 2019 (2019 World Rugby U20 Championship) – dwunaste mistrzostwa świata w rugby union dla drużyn narodowych do lat dwudziestu, organizowane przez World Rugby. Turniej został rozegrany w Argentynie w dniach 4–22 czerwca 2019 roku. Wzięło w nim udział dwanaście drużyn, a tytuł mistrzowski obronili Francuzi.
Unión Argentina de Rugby otrzymał prawa do organizacji mistrzostw w połowie czerwca 2018 roku, jednocześnie wskazano, iż mecze – podobnie jak w edycji 2010 – gościć będą Rosario i Santa Fe. Pod koniec lutego roku 2019 ogłoszono natomiast składy grup i rozkład gier, a także ustalono cenę najtańszych wejściówek na mecze fazy grupowej na 300 ARS. Sędziowie zawodów byli wyznaczani przed każdą kolejką. Przedturniejowe charakterystyki zespołów.
Podobnie jak rok wcześniej podczas mistrzostw były testowane zmiany w przepisach dotyczące niebezpiecznej szarży i jej penalizacji.
Drużyny rywalizowały w pierwszej fazie systemem kołowym podzielone na trzy czterozespołowe grupy. Zwycięzca meczu zyskiwał cztery punkty, za remis przysługiwały dwa punkty, porażka nie była punktowana, a zdobycie przynajmniej czterech przyłożeń lub przegrana nie więcej niż siedmioma punktami premiowana była natomiast punktem bonusowym. Po zakończeniu pierwszej fazy ustalany był ranking przed dwumeczową fazą play-off – pierwsze cztery zespoły walczyły o mistrzostwo, kolejne cztery o miejsce piąte, zaś pozostałe o miejsce dziewiąte. Przy ustalaniu rankingu po fazie grupowej w przypadku tej samej ilości punktów lokaty zespołów były ustalane kolejno na podstawie:
- wyniku meczu pomiędzy zainteresowanymi drużynami;
- lepszego bilansu punktów zdobytych i straconych;
- lepszego bilansu przyłożeń zdobytych i straconych;
- większej liczby zdobytych punktów;
- większej liczby zdobytych przyłożeń;
- rzutu monetą.

Już po dwóch kolejkach awans do półfinałów zapewniła sobie Australia, dołączyły do niej następnie RPA, Argentyna i Francja. Brak bonusowego punktu w porażce z Południowoafrykańczykami oznaczał dla Baby Blacks brak awansu do najlepszej czwórki po raz drugi w ciągu dwunastoletniej historii mistrzostw. W finale zmierzyli się obrońcy tytułu oraz goszczący ponownie po dziewięciu latach na tym etapie Australijczycy, zaś Nowozelandczycy po raz pierwszy znaleźli się poza pierwszą szóstką zawodów. Tytuł mistrzowski po wyrównanym spotkaniu, w którym prowadzenie zmieniało się siedmiokrotnie, obronili Francuzi, Baby Boks po raz trzeci z rzędu zdobyli brązowe medale, a z rozgrywek elity po zajęciu ostatniego miejsca wypadli zaś Szkoci jako pierwsza drużyna z Wysp Brytyjskich. Przedstawiciel gospodarzy, Juan Pablo Castro, otrzymał wyróżnienie Breakthrough Player of the Tournament, najwięcej punktów w zawodach zdobył Josh Hodge, zaś w klasyfikacji przyłożeń zwyciężył Ewan Ashman.

## Uczestnicy
W zawodach uczestniczyło jedenaście najwyżej sklasyfikowanych drużyn z poprzednich mistrzostw oraz zwycięzca World Rugby U-20 Trophy 2018.
| Zespół                 | Liczba występów | Poprzednia pozycja |
| ---------------------- | --------------- | ------------------ |
| Francja U-20           | 11              | 1                  |
| Anglia U-20            | 11              | 2                  |
| Południowa Afryka U-20 | 11              | 3                  |
| Nowa Zelandia U-20     | 11              | 4                  |
| Australia U-20         | 11              | 5                  |
| Argentyna U-20         | 11              | 6                  |
| Walia U-20             | 11              | 7                  |
| Włochy U-20            | 9               | 8                  |
| Gruzja U-20            | 3               | 9                  |
| Szkocja U-20           | 11              | 10                 |
| Irlandia U-20          | 11              | 11                 |
| Fidżi U-20             | 7               | awans z WRT 2018   |

## Faza grupowa

### Grupa A
| 4 czerwca 201913:00 | Argentyna U-20                                                                 | 25:30 | Walia U-20                                  | Jockey Club de Rosario, Rosario Sędzia: Ben Blain |
| 4 czerwca 201913:00 | Mendía 5 (pd K) Minervino 5 (P) Prisciantelli 5 (pd K) Isgró 5 (P) Mendy 5 (P) | 25:30 | Conbeer 5 (P) Evans 20 (pd 6K) Morgan 5 (P) | Jockey Club de Rosario, Rosario Sędzia: Ben Blain |
| 4 czerwca 201913:00 | Tallone                                                                        | 25:30 |                                             | Jockey Club de Rosario, Rosario Sędzia: Ben Blain |

| 4 czerwca 201915:30 | Francja U-20                                                 | 36:20 | Fidżi U-20                                               | Jockey Club de Rosario, Rosario Sędzia: Nika Amanszukeli |
| 4 czerwca 201915:30 | Joseph 15 (3P) Taofifenua 5 (P) Smaili 11 (4pd K) Coly 5 (P) | 36:20 | Muntz 10 (2pd 2K) Ramasibana 5 (P) karne przyłożenie – 5 | Jockey Club de Rosario, Rosario Sędzia: Nika Amanszukeli |
| 4 czerwca 201915:30 | Dumortier                                                    | 36:20 |                                                          | Jockey Club de Rosario, Rosario Sędzia: Nika Amanszukeli |

| 8 czerwca 201913:00 | Argentyna U-20                                                                                            | 41:14 | Fidżi U-20                               | CRAI, Santa Fe Sędzia: Andrea Piardi |
| 8 czerwca 201913:00 | Mendía 9 (P 2pd) Isgró 5 (P) Mendy 5 (P) Gallo 5 (P) Gurovich 5 (P) Pedemonte 5 (P) karne przyłożenie – 7 | 41:14 | Kuruvoli 4 (2pd) Waqa 5 (P) Loaloa 5 (P) | CRAI, Santa Fe Sędzia: Andrea Piardi |
| 8 czerwca 201913:00 | Pedemonte                                                                                                 | 41:14 | Qaranivalu                               | CRAI, Santa Fe Sędzia: Andrea Piardi |

| 8 czerwca 201913:00 | Francja U-20                                                  | 32:13 | Walia U-20                | Jockey Club de Rosario, Rosario Sędzia: Rasta Rasivhenge |
| 8 czerwca 201913:00 | Lebel 5 (P) Carbonel 17 (P 3pd 2K) Delbouis 5 (P) Pinto 5 (P) | 32:13 | Lewis 10 (2P) Evans 3 (K) | Jockey Club de Rosario, Rosario Sędzia: Rasta Rasivhenge |

| 12 czerwca 201913:00 | Walia U-20                                                                                      | 44:28 | Fidżi U-20                                                           | CRAI, Santa Fe Sędzia: Pablo Deluca |
| 12 czerwca 201913:00 | Davies 5 (P) Lewis 5 (P) Evans 14 (4pd 2K) Lake 5 (P) Reffell 5 (P) Buckland 5 (P) Warren 5 (P) | 44:28 | Kuruvoli 8 (4pd) Rasaku 10 (2P) Ramasibana 5 (P) Soqonawasaloa 5 (P) | CRAI, Santa Fe Sędzia: Pablo Deluca |
| 12 czerwca 201913:00 | Kuilamu · Sailo                                                                                 | 44:28 |                                                                      | CRAI, Santa Fe Sędzia: Pablo Deluca |

| 12 czerwca 201913:00 | Francja U-20                                                            | 26:47 | Argentyna U-20                                                                                        | Jockey Club de Rosario, Rosario Sędzia: Christophe Ridley |
| 12 czerwca 201913:00 | Joseph 5 (P) Lebel 5 (P) Carbonel 6 (3pd) Taofifenua 5 (P) Delord 5 (P) | 26:47 | García 5 (P) Mendía 17 (4pd 3K) Gallo 5 (P) González 5 (P) Dimcheff 5 (P) Roger 5 (pd K) Castro 5 (P) | Jockey Club de Rosario, Rosario Sędzia: Christophe Ridley |
| 12 czerwca 201913:00 | Zegueur                                                                 | 26:47 | Bur · Isgró                                                                                           | Jockey Club de Rosario, Rosario Sędzia: Christophe Ridley |

### Grupa B
| 4 czerwca 201910:30 | Australia U-20                                                               | 36:12 | Włochy U-20                         | CRAI, Santa Fe Sędzia: Pablo Deluca |
| 4 czerwca 201910:30 | Lonergan 10 (2P) Harrison 11 (4pd K) Harris 5 (P) Reilly 5 (P) Lolesio 5 (P) | 36:12 | Taddia 5 (P) Re 2 (pd) Trulla 5 (P) | CRAI, Santa Fe Sędzia: Pablo Deluca |
| 4 czerwca 201910:30 | Cotton                                                                       | 36:12 |                                     | CRAI, Santa Fe Sędzia: Pablo Deluca |

| 4 czerwca 201915:30 | Anglia U-20                                             | 26:42 | Irlandia U-20                                                                | CRAI, Santa Fe Sędzia: Damon Murphy |
| 4 czerwca 201915:30 | Vunipola 11 (pd 3K) Sleightholme 10 (2P) Seabrook 5 (P) | 26:42 | Moore 5 (P) McCann 10 (2P) Flannery 9 (P 2pd) Healy 13 (P 4pd) Hodnett 5 (P) | CRAI, Santa Fe Sędzia: Damon Murphy |
| 4 czerwca 201915:30 | Hinkley · Vunipola · Barbeary                           | 26:42 |                                                                              | CRAI, Santa Fe Sędzia: Damon Murphy |

| 8 czerwca 201910:30 | Australia U-20                                                                | 45:17 | Irlandia U-20                                          | CRAI, Santa Fe Sędzia: Christophe Ridley |
| 8 czerwca 201910:30 | Frost 10 (2P) Lucas 5 (P) Harrison 20 (P 6pd K) Nawaqanitaswe 5 (P) Tui 5 (P) | 45:17 | Moore 5 (P) Casey 5 (P) Flannery 5 (pd K) Healy 2 (pd) | CRAI, Santa Fe Sędzia: Christophe Ridley |
| 8 czerwca 201910:30 | Tupou                                                                         | 45:17 | Baird                                                  | CRAI, Santa Fe Sędzia: Christophe Ridley |

| 8 czerwca 201915:30 | Anglia U-20                                             | 24:23 | Włochy U-20                                         | CRAI, Santa Fe Sędzia: James Doleman |
| 8 czerwca 201915:30 | Willis 5 (P) Hodge 9 (3pd K) Coles 5 (P) Capstick 5 (P) | 24:23 | Garbisi 7 (P pd) Re 6 (2K) Capuozzo 5 (P) Lai 5 (P) | CRAI, Santa Fe Sędzia: James Doleman |
| 8 czerwca 201915:30 | Stoian                                                  | 24:23 |                                                     | CRAI, Santa Fe Sędzia: James Doleman |

| 12 czerwca 201910:30 | Włochy U-20                                      | 14:38 | Irlandia U-20                                                                    | CRAI, Santa Fe Sędzia: Rasta Rasivhenge |
| 12 czerwca 201910:30 | Fusco 5 (P) Garbisi 2 (pd) karne przyłożenie – 7 | 14:38 | Allison 5 (P) Healy 13 (5pd K) Milne 5 (P) Baird 5 (P) Russell 5 (P) Foley 5 (P) | CRAI, Santa Fe Sędzia: Rasta Rasivhenge |

| 12 czerwca 201915:30 | Anglia U-20 | 56:31 | Australia U-20                                                                                         | CRAI, Santa Fe Sędzia: Craig Evans |
| 12 czerwca 201915:30 | Willis 5 (P) Dingwall 5 (P) Hinkley 5 (P) Vunipola 5 (P) Sleightholme 5 (P) Hodge 16 (8pd) Glanville 5 (P) Hill 10 (2P) | 56:31 | Harris 5 (P) Lucas 5 (P) McReight 5 (P) Harrison 4 (2pd) Lolesio 5 (P) Donaldson 4 (2pd) Tizzano 5 (P) | CRAI, Santa Fe Sędzia: Craig Evans |
| 12 czerwca 201915:30 | Tafa | 56:31 | | CRAI, Santa Fe Sędzia: Craig Evans |

### Grupa C
| 4 czerwca 201913:00 | Nowa Zelandia U-20                                                                                              | 45:13 | Gruzja U-20                             | CRAI, Santa Fe Sędzia: Andrea Piardi |
| 4 czerwca 201913:00 | Tupaea 5 (P) Reihana 10 (5pd) Dyer 5 (P) Herbert 5 (P) Mua 5 (P) McLeod 5 (P) Plumtree 5 (P) Faingaʻanuku 5 (P) | 45:13 | Abżandadze 8 (pd 2K) Dżinczaradze 5 (P) | CRAI, Santa Fe Sędzia: Andrea Piardi |
| 4 czerwca 201913:00 | Nanai-Seturo | 45:13 |                                         | CRAI, Santa Fe Sędzia: Andrea Piardi |

| 4 czerwca 201910:30 | Południowa Afryka U-20                                                               | 43:19 | Szkocja U-20                                                      | Jockey Club de Rosario, Rosario Sędzia: Craig Evans |
| 4 czerwca 201910:30 | Hendrikse 19 (2P 3pd K) Horn 5 (P) Van der Mescht 5 (P) Nohamba 9 (P 2pd) Dube 5 (P) | 43:19 | Walker 5 (P) Thompson 2 (pd) Anderson 5 (P) karne przyłożenie – 7 | Jockey Club de Rosario, Rosario Sędzia: Craig Evans |
| 4 czerwca 201910:30 | Van Heerden                                                                          | 43:19 |                                                                   | Jockey Club de Rosario, Rosario Sędzia: Craig Evans |

| 8 czerwca 201910:30 | Południowa Afryka U-20 | 48:20 | Gruzja U-20                                            | Jockey Club de Rosario, Rosario Sędzia: Ben Blain |
| 8 czerwca 201910:30 | Davids 5 (P) Ntlabakanye 5 (P) Pretorius 5 (P) Richardson 10 (2P) Coetzer 5 (P) Hendrikse 6 (3pd) Mbatha 5 (P) Nohamba 2 (pd) Abrahams 5 (P) | 48:20 | Abżandadze 5 (pd K) Tczitczinadze 5 (P) Laszki 10 (2P) | Jockey Club de Rosario, Rosario Sędzia: Ben Blain |
| 8 czerwca 201910:30 | Van Heerden · Isaacs | 48:20 |                                                        | Jockey Club de Rosario, Rosario Sędzia: Ben Blain |

| 8 czerwca 201915:30 | Nowa Zelandia U-20 | 52:33 | Szkocja U-20                                                                               | Jockey Club de Rosario, Rosario Sędzia: Nika Amanszukeli |
| 8 czerwca 201915:30 | Norris 5 (P) Gregory 5 (P) Uluilakepa 5 (P) Williams 5 (P) Burke 12 (6pd) Tupaea 5 (P) Lalomilo 10 (2P) Plumtree 5 (P) | 52:33 | Smith 10 (2P) Thompson 4 (2pd) McCallum 5 (P) Ashman 5 (P) Chamberlain 4 (2pd) Blain 5 (P) | Jockey Club de Rosario, Rosario Sędzia: Nika Amanszukeli |

| 12 czerwca 201910:30 | Gruzja U-20                            | 17:12 | Szkocja U-20                   | Jockey Club de Rosario, Rosario Sędzia: James Doleman |
| 12 czerwca 201910:30 | Abżandadze 12 (P 2pd K) Nioradze 5 (P) | 17:12 | Thompson 2 (pd) Ashman 10 (2P) | Jockey Club de Rosario, Rosario Sędzia: James Doleman |

| 12 czerwca 201915:30 | Południowa Afryka U-20                                            | 25:17 | Nowa Zelandia U-20                                  | Jockey Club de Rosario, Rosario Sędzia: Damon Murphy |
| 12 czerwca 201915:30 | Hendrikse 9 (3K) Van der Mescht 5 (P) Nohamba 6 (2K) Isaacs 5 (P) | 25:17 | Burke 5 (pd K) Lalomilo 5 (P) karne przyłożenie – 7 | Jockey Club de Rosario, Rosario Sędzia: Damon Murphy |
| 12 czerwca 201915:30 | Richardson · Mollentze · Sangweni                                 | 25:17 |                                                     | Jockey Club de Rosario, Rosario Sędzia: Damon Murphy |

## Faza pucharowa

### Mecze o miejsca 9–12
|  |                       |              |             |                       |    |                   |                   |                   |
|  | Półfinały             | Półfinały    | Półfinały   |                       |    | Mecz o 9. miejsce | Mecz o 9. miejsce | Mecz o 9. miejsce |
|  | Półfinały             | Półfinały    | Półfinały   |                       |    | Mecz o 9. miejsce | Mecz o 9. miejsce | Mecz o 9. miejsce |
|  | 17 czerwca 2019 10:30 |              |             |                       |    |                   |                   |                   |
|  |                       |              |             |                       |    |                   |                   |                   |
|  | Szkocja U-20          | Szkocja U-20 | 19          |                       |    |                   |                   |                   |
|  | Szkocja U-20          | Szkocja U-20 | 19          | 22 czerwca 2019 13:00 |    |                   |                   |                   |
|  | Włochy U-20           | Włochy U-20  | 26          |                       |    |                   |                   |                   |
|  | Włochy U-20           | Włochy U-20  | 26          |                       |    | Włochy U-20       | Włochy U-20       | 29                |
|  | 17 czerwca 2019 13:00 |              |             |                       |    | Włochy U-20       | Włochy U-20       | 29                |
|  |                       |              | Gruzja U-20 | Gruzja U-20           | 17 |                   |                   |                   |
|  | Gruzja U-20           | Gruzja U-20  | Gruzja U-20 | Gruzja U-20           | 17 | 12                |                   |                   |
|  | Gruzja U-20           | Gruzja U-20  |             |                       |    |                   |                   |                   |
|  | Fidżi U-20            | Fidżi U-20   | 8           |                       |    |                   |                   |                   |
|  | Fidżi U-20            | Fidżi U-20   | 8           | Mecz o 3. miejsce     |    |                   |                   |                   |
|  |                       |              |             |                       |    |                   |                   |                   |
|  | 22 czerwca 2019 10:30 |              |             |                       |    |                   |                   |                   |
|  |                       |              |             |                       |    |                   |                   |                   |
|  | Szkocja U-20          | Szkocja U-20 | 34          |                       |    |                   |                   |                   |
|  | Szkocja U-20          | Szkocja U-20 | 34          |                       |    |                   |                   |                   |
|  | Fidżi U-20            | Fidżi U-20   | 59          |                       |    |                   |                   |                   |
|  | Fidżi U-20            | Fidżi U-20   | 59          |                       |    |                   |                   |                   |

| 17 czerwca 201910:30 | Szkocja U-20                                | 19:26 | Włochy U-20                                                  | Old Resian Club, Rosario Sędzia: Damon Murphy |
| 17 czerwca 201910:30 | Thompson 4 (2pd) Ashman 10 (2P) Blain 5 (P) | 19:26 | Mazza 5 (P) Garbisi 11 (P 3pd) Mastandrea 5 (P) Trulla 5 (P) | Old Resian Club, Rosario Sędzia: Damon Murphy |
| 17 czerwca 201910:30 | Koffi                                       | 19:26 |                                                              | Old Resian Club, Rosario Sędzia: Damon Murphy |

| 17 czerwca 201913:00 | Gruzja U-20                                          | 12:8 | Fidżi U-20             | Old Resian Club, Rosario Sędzia: Rasta Rasivhenge |
| 17 czerwca 201913:00 | Abżandadze 2 (pd) Karkadze 5 (P) Iaszagaszwili 5 (P) | 12:8 | Muntz 3 (K) Momo 5 (P) | Old Resian Club, Rosario Sędzia: Rasta Rasivhenge |
| 17 czerwca 201913:00 | Loaloa                                               | 12:8 |                        | Old Resian Club, Rosario Sędzia: Rasta Rasivhenge |

| 22 czerwca 201910:30 | Szkocja U-20                                                   | 34:59 | Fidżi U-20 | Old Resian Club, Rosario Sędzia: Craig Evans |
| 22 czerwca 201910:30 | Davidson 5 (P) Thompson 9 (3pd K) Ashman 10 (2P) Blain 10 (2P) | 34:59 | Muntz 19 (8pd K) Qaranivalu 5 (P) Rasaku 5 (P) Natoga 5 (P) Droasese 5 (P) Ramototabua 5 (P) Waqaninavatu 10 (2P) Ratumaitavuki-Kneepkens 5 (P) | Old Resian Club, Rosario Sędzia: Craig Evans |

| 22 czerwca 201913:00 | Włochy U-20                                                          | 29:17 | Gruzja U-20                                      | Old Resian Club, Rosario Sędzia: Pablo Deluca |
| 22 czerwca 201913:00 | Drudi 5 (P) Garbisi 9 (3pd K) Capuozzo 5 (P) Mori 5 (P) Trulla 5 (P) | 29:17 | Abżandadze 7 (2pd K) Tapladze 5 (P) Alania 5 (P) | Old Resian Club, Rosario Sędzia: Pablo Deluca |
| 22 czerwca 201913:00 | Simsiwe                                                              | 29:17 |                                                  | Old Resian Club, Rosario Sędzia: Pablo Deluca |

### Mecze o miejsca 5–8
|  |                       |                    |            |                       |    |                   |                   |                   |
|  | Półfinały             | Półfinały          | Półfinały  |                       |    | Mecz o 5. miejsce | Mecz o 5. miejsce | Mecz o 5. miejsce |
|  | Półfinały             | Półfinały          | Półfinały  |                       |    | Mecz o 5. miejsce | Mecz o 5. miejsce | Mecz o 5. miejsce |
|  | 17 czerwca 2019 15:30 |                    |            |                       |    |                   |                   |                   |
|  |                       |                    |            |                       |    |                   |                   |                   |
|  | Irlandia U-20         | Irlandia U-20      | 23         |                       |    |                   |                   |                   |
|  | Irlandia U-20         | Irlandia U-20      | 23         | 22 czerwca 2019 10:30 |    |                   |                   |                   |
|  | Anglia U-20           | Anglia U-20        | 30         |                       |    |                   |                   |                   |
|  | Anglia U-20           | Anglia U-20        | 30         |                       |    | Anglia U-20       | Anglia U-20       | 45                |
|  | 17 czerwca 2019 10:30 |                    |            |                       |    | Anglia U-20       | Anglia U-20       | 45                |
|  |                       |                    | Walia U-20 | Walia U-20            | 26 |                   |                   |                   |
|  | Nowa Zelandia U-20    | Nowa Zelandia U-20 | Walia U-20 | Walia U-20            | 26 | 7                 |                   |                   |
|  | Nowa Zelandia U-20    | Nowa Zelandia U-20 |            |                       |    |                   |                   |                   |
|  | Walia U-20            | Walia U-20         | 8          |                       |    |                   |                   |                   |
|  | Walia U-20            | Walia U-20         | 8          | Mecz o 3. miejsce     |    |                   |                   |                   |
|  |                       |                    |            |                       |    |                   |                   |                   |
|  | 22 czerwca 2019 15:30 |                    |            |                       |    |                   |                   |                   |
|  |                       |                    |            |                       |    |                   |                   |                   |
|  | Irlandia U-20         | Irlandia U-20      | 17         |                       |    |                   |                   |                   |
|  | Irlandia U-20         | Irlandia U-20      | 17         |                       |    |                   |                   |                   |
|  | Nowa Zelandia U-20    | Nowa Zelandia U-20 | 40         |                       |    |                   |                   |                   |
|  | Nowa Zelandia U-20    | Nowa Zelandia U-20 | 40         |                       |    |                   |                   |                   |

| 17 czerwca 201915:30 | Irlandia U-20                            | 23:30 | Anglia U-20                                    | Old Resian Club, Rosario Sędzia: Ben Blain |
| 17 czerwca 201915:30 | Healy 13 (2pd 3K) Deeny 5 (P) Wren 5 (P) | 23:30 | Hodge 20 (P 3pd 3K) Willis 5 (P) Maunder 5 (P) | Old Resian Club, Rosario Sędzia: Ben Blain |
| 17 czerwca 201915:30 | Tierney-Martin                           | 23:30 | Owen · Hill · Tuima                            | Old Resian Club, Rosario Sędzia: Ben Blain |

| 17 czerwca 201910:30 | Nowa Zelandia U-20       | 7:8 | Walia U-20                       | Jockey Club de Rosario, Rosario Sędzia: Christophe Ridley |
| 17 czerwca 201910:30 | Burke 2 (pd) Vaaʻi 5 (P) | 7:8 | Evans 3 (K) Thomas-Wheeler 5 (P) | Jockey Club de Rosario, Rosario Sędzia: Christophe Ridley |
| 17 czerwca 201910:30 | Finau                    | 7:8 |                                  | Jockey Club de Rosario, Rosario Sędzia: Christophe Ridley |

| 22 czerwca 201915:30 | Irlandia U-20                                                    | 17:40 | Nowa Zelandia U-20                                                                               | Old Resian Club, Rosario Sędzia: Andrea Piardi |
| 22 czerwca 201915:30 | Wycherley 5 (P) Tierney-Martin 5 (P) Flannery 2 (pd) Baird 5 (P) | 17:40 | Norris 5 (P) Williams 5 (P) Klein 5 (P) Faingaʻanuku 5 (P) Nanai-Seturo 10 (2P) Reihana 10 (5pd) | Old Resian Club, Rosario Sędzia: Andrea Piardi |
| 22 czerwca 201915:30 | Williams · Proctor                                               | 17:40 |                                                                                                  | Old Resian Club, Rosario Sędzia: Andrea Piardi |

| 22 czerwca 201910:30 | Anglia U-20                                                                                | 45:26 | Walia U-20                                                    | Jockey Club de Rosario, Rosario Sędzia: Nika Amanszukeli |
| 22 czerwca 201910:30 | Heyes 5 (P) Dingwall 5 (P) Hodge 18 (P 5pd K) Capon 5 (P) Hill 5 (P) karne przyłożenie – 7 | 45:26 | Evans 6 (3pd) Dyer 5 (P) Lake 5 (P) Morgan 5 (P) Scragg 5 (P) | Jockey Club de Rosario, Rosario Sędzia: Nika Amanszukeli |
| 22 czerwca 201910:30 | Thomas-Wheeler                                                                             | 45:26 |                                                               | Jockey Club de Rosario, Rosario Sędzia: Nika Amanszukeli |

### Mecze o miejsca 1–4
|  |                        |                        |              |                       |    |                   |                   |                   |
|  | Półfinały              | Półfinały              | Półfinały    |                       |    | Mecz o 1. miejsce | Mecz o 1. miejsce | Mecz o 1. miejsce |
|  | Półfinały              | Półfinały              | Półfinały    |                       |    | Mecz o 1. miejsce | Mecz o 1. miejsce | Mecz o 1. miejsce |
|  | 17 czerwca 2019 13:00  |                        |              |                       |    |                   |                   |                   |
|  |                        |                        |              |                       |    |                   |                   |                   |
|  | Argentyna U-20         | Argentyna U-20         | 13           |                       |    |                   |                   |                   |
|  | Argentyna U-20         | Argentyna U-20         | 13           | 22 czerwca 2019 15:30 |    |                   |                   |                   |
|  | Australia U-20         | Australia U-20         | 34           |                       |    |                   |                   |                   |
|  | Australia U-20         | Australia U-20         | 34           |                       |    | Australia U-20    | Australia U-20    | 23                |
|  | 17 czerwca 2019 15:30  |                        |              |                       |    | Australia U-20    | Australia U-20    | 23                |
|  |                        |                        | Francja U-20 | Francja U-20          | 24 |                   |                   |                   |
|  | Południowa Afryka U-20 | Południowa Afryka U-20 | Francja U-20 | Francja U-20          | 24 | 7                 |                   |                   |
|  | Południowa Afryka U-20 | Południowa Afryka U-20 |              |                       |    |                   |                   |                   |
|  | Francja U-20           | Francja U-20           | 20           |                       |    |                   |                   |                   |
|  | Francja U-20           | Francja U-20           | 20           | Mecz o 3. miejsce     |    |                   |                   |                   |
|  |                        |                        |              |                       |    |                   |                   |                   |
|  | 22 czerwca 2019 13:00  |                        |              |                       |    |                   |                   |                   |
|  |                        |                        |              |                       |    |                   |                   |                   |
|  | Argentyna U-20         | Argentyna U-20         | 16           |                       |    |                   |                   |                   |
|  | Argentyna U-20         | Argentyna U-20         | 16           |                       |    |                   |                   |                   |
|  | Południowa Afryka U-20 | Południowa Afryka U-20 | 41           |                       |    |                   |                   |                   |
|  | Południowa Afryka U-20 | Południowa Afryka U-20 | 41           |                       |    |                   |                   |                   |

| 17 czerwca 201913:00 | Argentyna U-20                      | 13:34 | Australia U-20                                                     | Jockey Club de Rosario, Rosario Sędzia: James Doleman |
| 17 czerwca 201913:00 | Mendía 6 (2K) karne przyłożenie – 7 | 13:34 | Lonergan 5 (P) McDonald 5 (P) Donaldson 19 (P 4pd 2K) Wilson 5 (P) | Jockey Club de Rosario, Rosario Sędzia: James Doleman |
| 17 czerwca 201913:00 | McDonald                            | 13:34 |                                                                    | Jockey Club de Rosario, Rosario Sędzia: James Doleman |

| 17 czerwca 201915:30 | Południowa Afryka U-20        | 7:20 | Francja U-20                  | Jockey Club de Rosario, Rosario Sędzia: Craig Evans |
| 17 czerwca 201915:30 | Hendrikse 2 (pd) Mbatha 5 (P) | 7:20 | Carbonel 15 (5K) Joseph 5 (P) | Jockey Club de Rosario, Rosario Sędzia: Craig Evans |

| 22 czerwca 201913:00 | Argentyna U-20                                       | 16:41 | Południowa Afryka U-20                                                                                     | Jockey Club de Rosario, Rosario Sędzia: Damon Murphy |
| 22 czerwca 201913:00 | Carreras 5 (P) de la Vega Mendía 8 (P K) Roger 3 (K) | 16:41 | Pretorius 5 (P) Nohamba 16 (P 4pd K) Abrahams 10 (2P) Coetzer 3 (dg) Van der Mescht 5 (P) Hendrikse 2 (pd) | Jockey Club de Rosario, Rosario Sędzia: Damon Murphy |

| 22 czerwca 201915:30 | Australia U-20                                                     | 23:24 | Francja U-20                                  | Jockey Club de Rosario, Rosario Sędzia: James Doleman |
| 22 czerwca 201915:30 | Lonergan 5 (P) Harrison 8 (pd 2K) Nawaqanitaswe 5 (P) Wilson 5 (P) | 23:24 | Carbonel 14 (pd 4K) Lachaud 5 (P) Burin 5 (P) | Jockey Club de Rosario, Rosario Sędzia: James Doleman |